# Jeff Trott
Pour les articles homonymes, voir Trott.
 (octobre 2022).
La mise en forme du texte ne suit pas les recommandations de Wikipédia : il faut le « wikifier ».
Les points d'amélioration suivants sont les cas les plus fréquents. Le détail des points à revoir est peut-être précisé sur la page de discussion.
- Les titres sont pré-formatés par le logiciel. Ils ne sont ni en capitales, ni en gras.
- Le texte ne doit pas être écrit en capitales (les noms de famille non plus), ni en gras, ni en italique, ni en « petit »…
- Le gras n'est utilisé que pour surligner le titre de l'article dans l'introduction, une seule fois.
- L'italique est rarement utilisé : mots en langue étrangère, titres d'œuvres, noms de bateaux, etc.
- Les citations ne sont pas en italique mais en corps de texte normal. Elles sont entourées par des guillemets français : « et ».
- Les listes à puces sont à éviter, des paragraphes rédigés étant largement préférés. Les tableaux sont à réserver à la présentation de données structurées (résultats, etc.).
- Les appels de note de bas de page (petits chiffres en exposant, introduits par l'outil «  Source ») sont à placer entre la fin de phrase et le point final[comme ça].
- Les liens internes (vers d'autres articles de Wikipédia) sont à choisir avec parcimonie. Créez des liens vers des articles approfondissant le sujet. Les termes génériques sans rapport avec le sujet sont à éviter, ainsi que les répétitions de liens vers un même terme.
- Les liens externes sont à placer uniquement dans une section « Liens externes », à la fin de l'article. Ces liens sont à choisir avec parcimonie suivant les règles définies. Si un lien sert de source à l'article, son insertion dans le texte est à faire par les notes de bas de page.
- La présentation des références doit suivre les conventions bibliographiques. Il est recommandé d'utiliser les modèles {{Ouvrage}}, {{Chapitre}}, {{Article}}, {{Lien web}} et/ou {{Bibliographie}}. Le mode d'édition visuel peut mettre en forme automatiquement les références.
- Insérer une infobox (cadre d'informations à droite) n'est pas obligatoire pour parachever la mise en page.

Pour une aide détaillée, merci de consulter Aide:Wikification.
Si vous pensez que ces points ont été résolus, vous pouvez retirer ce bandeau et améliorer la mise en forme d'un autre article.
Jeff Trott (ou de son nom complet Jeffrey Robert Trott) est un auteur-compositeur/producteur et multi-instrumentiste américain qui a collaboré avec des artistes de premier plan dans tous les genres aux États-Unis et à l'étranger. Jeff Trott a été nommé auteur-compositeur BMI de l'année.
Jeff Trott est connu pour avoir écrit de nombreux tubes avec l'artiste Sheryl Crow, « If It Makes You Happy », « Every Day is a Winding Road », « My Favorite Mistake », « Soak Up The Sun » et « Good Is Good ». ainsi que le single « Easy » du Top 10 Billboard Country issu de son album de 2013 Feels Like Home.
Il a produit des morceaux sur ses albums multi-platine C'mon, C'mon et Wildflower, et a également co-écrit et produit l'album Be Myself de Crow en 2017. Trott apparaît également sur le dernier album de Crow, Threads, sorti en 2019 - crédité en tant qu'auteur-compositeur, producteur et musicien.
En 2019, Jeff Trott produit, écrit et joue dans Imperfect Circle, album du groupe Hootie and the Blowfish, premier nouvel album du groupe en 14 ans. L'album reçoit un accueil favorable des critiques,.

## Les premières années
Jeff Trott trouve ses racines musicales profondément West Coast. Il fait ses débuts à San Francisco avec son groupe post-punk The Lifers. Il rejoint ensuite les artistes de Wire Train sous le label 415 / Columbia  et, en 1990, il a ensuite rejoint le groupe culte britannique World Party en participant, en tant que musicien, à Goodbye Jumbo, leur album bien accueilli par la critique.

## Carrière

### L'écriture
Outre Sheryl Crow, Jeff Trott exerce de multiples façons son talent de parolier notamment par des collaborations avec  Gemma Hayes, Colbie Caillat, Jason Mraz, John Paul White de The Civil Wars, Augustana, Rob Thomas, Guster, Natasha Bedingfield, Michelle Branch, Meiko, Liz Phair, Roger Daltry pour The Who, Joe Cocker, Stevie Nicks, Counting Crows, Marc Broussard, Holly Conlan, Cider Sky... la liste n'est pas exhaustive. Jeff Trott est l'auteur de « I'll Be Your Doctor » écrit pour Joe Cocker lors de son dernier disque Fire it Up.

### La production
En 2009, Trott produit le disque de Samantha Stollenwerk Carefree, enregistré avec des membres du groupe Beck - Joey Waronker, Justin Meldal-Johnsen, Brian LeBarton, Lyle Workman et Roger Manning.
En 2015, Trott produit un album avec l'actrice/chanteuse-autrice Leighton Meester remarquée dans la série Gossip Girl et le film Country Strong. L'album s'appelait "Heartstrings ". Les crédits des producteurs incluent Sheryl Crow, Stevie Nicks, le groupe de rock de San Diego Augustana, les Wax Wings de Joshua Radin, Meiko, Griffin House, Pete Francis de Dispatch.
Jeff Trott produit  également le dernier disque de Max Gomez « Rule the World » avec le single « Run from You » accompagné d'un clip vidéo réalisé par Keifer Sutherland.
Randy Jackson choisit Jeff Trott pour produire son entreprise d'ensemble musical, The Canyons.
Jeff Trott et Frank Rogers coproduisent Imperfect Circle de 2019 du groupe Hootie & the Blowfish.

### Cinéma et télévision
Jeff Trott s'occupe de la bande originale du film indépendant « Janie Jones 175 avec Abigail Breslin et Alessandro Nivola.
Il compose également la musique du court métrage d'animation de Kevin Watkins : « Hose ».
Jeff Trott a reçu une nomination aux Emmy Awards pour avoir écrit et produit le générique de The Katie Show, talk-show de Katie Couric.
Ses chansons se retrouve régulièrement dans des succès du petit écran, notamment avec Parenthood  ou Grey's Anatomy, ainsi que dans les télécrochets modernes tels que American Idol, The Voice et  X Factor.

### Projet solo
En 2000, Jeff Trott enregistre et produit son premier album solo, Dig Up The Astroturf. avec Keith Schreiner, la référence de l'électronique de Portland. Il est sorti sur le propre label indépendant de Trott, Black Apple. La raison pour laquelle Trott a fait un disque solo était de comprendre "tous les aspects de la création d'un disque, du mastering, des illustrations, de la marque et des relations publiques afin de savoir de première main ce qu'un artiste traverse pendant le processus de création d'un disque ».

### ole-2016
En janvier 2016, Jeff Trott signe un accord d'édition et d'achat de catalogue avec la société de gestion des droits ole.

## Distinctions

### BMI Songwriter Award
Les BMI Awards sont des cérémonies annuelles de remise de prix aux auteurs-compositeurs de divers genres organisés par Broadcast Music, Inc. Le principal prix de la musique pop a été fondé en 1952. La 63e cérémonie annuelle des BMI Pop Awards a eu lieu au Beverly Wilshire Hotel de Beverly Hills, en Californie, le 13 mai 2015.
| Année | Récompense           | Résultat |
| ----- | -------------------- | -------- |
| 1998  | BMI Songwriter Award | Lauréat  |

### Daytime Emmy Awards
Les Daytime Emmy Awards sont des récompenses décernées par la National Academy of Television Arts and Sciences de New York et l'Academy of Television Arts & Sciences de Los Angeles en reconnaissance de l'excellence des programmes télévisés de la journée. Jeff Trott et Sheryl Crow ont reçu une nomination dans la catégorie « Meilleure chanson originale ».
| Année | Œuvre nommée | Récompense                                              | Résultat   |
| ----- | ------------ | ------------------------------------------------------- | ---------- |
| 2013  | « This Day » | Meilleure chanson originale (partagée avec Sheryl Crow) | Nomination |

## Discographie

### Sheryl Crow

#### 1996
Sheryl Crow - Sheryl Crow (album)
| No. | Titre                          | Auteur(s)                       | Durée |
| --- | ------------------------------ | ------------------------------- | ----- |
| 2   | «A Change Would Do You Good »  | Crow, Jeff Trott, Brian MacLeod | 3:50  |
| 4   | « Sweet Rosalyn »              | Crow, Trott                     | 3:58  |
| 5   | « If It Makes You Happy »      | Crow, Trott                     | 5:23  |
| 8   | « Everyday Is a Winding Road » | Crow, Brian MacLeod, Trott      | 4:16  |
| dix | « Oh Marie »                   | Crow, Trott, Bill Bottrell      | 3h30  |
| 11  | « Superstar »                  | Crow, Trott                     | 4:58  |
| 12  | « The Book »                   | Crow, Trott                     | 4:34  |

#### 1998
Sheryl Crow - ' The Globe Sessions' '
| No. | Titre                           | Auteur(s)   | Durée |
| --- | ------------------------------- | ----------- | ----- |
| 1   | « My Favorite Mistake »         | Crow, Trott | 4:08  |
| 2   | « There Goes The Neighborhood » | Crow, Trott | 5:02  |
| 4   | « It Don't Hurt »               | Crow, Trott | 4:49  |
| 5   | « Maybe That's Something »      | Crow, Trott | 4:17  |

#### 2002
Sheryl Crow - C'mon C'mon
| No. | Titre                  | Auteur(s)   | Durée |
| --- | ---------------------- | ----------- | ----- |
| 2   | « Soak Up the Sun »    | Crow, Trott | 4:52  |
| 3   | « You're An Original » | Crow, Trott | 4:18  |
| 8   | « Lucky Kid »          | Crow, Trott | 4:02  |
| 11  | « Abilene »            | Crow, Trott | 4:45  |

#### 2005
Sheryl Crow- Wildflower
| No. | Titre                           | Auteur(s)   | Durée |
| --- | ------------------------------- | ----------- | ----- |
| 3   | « Good Is Good »                | Crow, Trott | 4:18  |
| 4   | « Chances Are »                 | Crow, Trott | 5:16  |
| 6   | « Lifetimes »                   | Crow, Trott | 4:12  |
| 7   | « Letter To God »               | Crow, Trott | 4:04  |
| 8   | « Live It Up »                  | Crow, Trott | 3:42  |
| 9   | « I Don't Wanna Know »          | Crow, Trott | 4:28  |
| 11  | « Where Has All The Love Gone » | Crow, Trott | 3:40  |

#### 2008
Sheryl Crow - Detours
| No. | Titre                | Auteur(s)                            | Durée |
| --- | -------------------- | ------------------------------------ | ----- |
| 4   | « Peace Be Upon Us » | Crow, Trott, Bottrell, Mike Elizondo | 4:22  |
| 5   | « Gasoline »         | Crow, Trott, Bottrell                | 5:07  |
| 10  | « Diamond Ring »     | Crow, Trott                          | 4:10  |

#### 2013
Sheryl Crow - Feels Like Home
| No. | Titre           | Auteur(s)          | Durée |
| --- | --------------- | ------------------ | ----- |
| 2   | "Easy"          | Crow, DuBois,Trott | 4:10  |
| 3   | "Give It To Me" | Crow, Trott        | 3:57  |

2017
Sheryl Crow - Be Myself
| No. | Titre                      | Auteur(s)             | Durée |
| --- | -------------------------- | --------------------- | ----- |
| 1   | « Alone In The Dark »      | Crow, Trott           | 3:40  |
| 2   | « Halfway There »          | Crow, Trott           | 3:59  |
| 2   | « Long Way Back »          | Crow, Trott           | 5:07  |
| 4   | « Be Myself »              | Crow, Trott           | 4:22  |
| 5   | « Roller Skate »           | Crow, Trott           | 3:19  |
| 6   | « Love Will Save the Day » | Crow, Trott           | 4:58  |
| 7   | « Strangers Again »        | Crow, Trott           | 3:51  |
| 8   | « Rest of Me »             | Crow, Trott           | 3:52  |
| 9   | « Heartbeat Away »         | Crow, Trott           | 5:35  |
| 10  | « Grow Up »                | Crow, Trott           | 3:27  |
| 11  | « Woo Woo »                | Crow, Toby Gad, Trott | 3:14  |

2019
Sheryl Crow - Threads
| No. | Titre                            | Auteur(s)   | Durée |
| --- | -------------------------------- | ----------- | ----- |
| 2   | « Live Wire »                    | Crow,Trott  | 5:09  |
| 7   | « Cross Creek Road »             | Crow, Trott | 4:46  |
| 13  | « Wouldn't Want To Be Like You » | Crow, Trott | 3:35  |
| 15  | « Nobody's Perfect »             | Crow, Trott | 4:43  |

### Counting Crows

#### 2002
Counting Crows - Hard Candy
| No. | Titre             | Auteur(s)                               | Durée |
| --- | ----------------- | --------------------------------------- | ----- |
| 14  | 4 White Stallions | Trott, John Vickery, Patrick Winningham | 4:21  |

### Marc Brossard

#### 2004
Marc Broussard – Carencro
| No. | Titre      | Auteur(s)                                            | Durée |
| --- | ---------- | ---------------------------------------------------- | ----- |
| 2   | Rocksteady | Broussard, Trott, Mike Elizondo et David Ryan Harris | 4:03  |

### Augustane

#### 2011
Augustane – Augustane
| No. | Titre         | Auteur(s)        | Durée |
| --- | ------------- | ---------------- | ----- |
| 5   | Borrowed Time | Trott, Dan Layus | 3:10  |

### Joe Cocker

#### 2012
Joe Cocker - Fire It Up
| No. | Titre               | Auteur(s)                                  | Durée |
| --- | ------------------- | ------------------------------------------ | ----- |
| 2   | I'll Be Your Doctor | Jeff Trott, Victoria Horn, Steve Mc Morran | 3:30  |

### Hootie and the Blowfish

#### 2019
Hootie and the Blowfish - Imperfect Circle'
| No. | Titre                      | Auteur(s)                                                     | Durée |
| --- | -------------------------- | ------------------------------------------------------------- | ----- |
| 1   | New Year's Day             | (Tofer Brown, Hootie & the Blowfish, Eric Paslay, Jeff Trott) | 3:32  |
| 5   | Turn It Up                 | (Hootie & the Blowfish, Eric Paslay, Jeff Trott)              | 3:21  |
| 9   | Lonely on a Saturday Night | (Hootie & the Blowfish, Eric Paslay, Jeff Trott)              | 3:10  |

### Autres
- 1990 Goodbye Jumbo, World Party
- 2001 Trouble in Shangri-La, Stevie Nicks
- 2005 ...Something to Be, Rob Thomas
- 2005 The Forgotten Arm, Aimee Mann
- 2005 ....Something More, Rob Thomas
- 2009 Keep the Faith, Toni Childs